# Liste der Schaltzeichen (Elektrik/Elektronik)
Diese Liste zeigt Schaltzeichen für Elektrik und Elektronik.

## Elektrische Schaltzeichen

### Schutzleiter, Masse, Äquipotenzial
|  | Symbol für den Schutzleiter                                                                                   |
|  | Schaltzeichen für Erde (allgemein) (Zeichen 02-15-01 aus der EN-60617-Reihe)                                  |
|  | Funktionserdung, fremdspannungsarme Erde (Zeichen 02-15-02 aus der EN-60617-Reihe)                            |
|  | Schutzerdung (Zeichen 02-15-03 aus der EN-60617-Reihe)                                                        |
|  | Masse, Gehäuse (Zeichen 02-15-04 aus der EN-60617-Reihe)                                                      |
|  | Potentialausgleich (Äquipotential) (Zeichen 02-15-05 aus der EN-60617-Reihe)                                  |
|  | Schutzpotentialausgleich (z. B. in der Medizintechnik) (angelehnt an Zeichen 02-15-05 aus der EN-60617-Reihe) |

### Ideale Stromkreise
|  | ideale Stromquelle (Zeichen 02-16-01 aus der EN-60617-Reihe)     |
|  | ideale Spannungsquelle (Zeichen 02-16-02 aus der EN-60617-Reihe) |
|  | idealer Gyrator (Zeichen 02-16-03 aus der EN-60617-Reihe)        |

### Wandler
|  | Spannungswandler |
|  | Stromwandler     |

### Filter
|               | Hochpass   |
|               | Tiefpass   |
|               | Bandpass   |
|               | Bandsperre |
| Zeichen fehlt | Allpass    |

### Leiter

#### Leitungen in Fernmeldenetzen
|  | Leitung in der Erde; Erdkabel                                    |
|  | Leitung in Gewässer; Seekabel                                    |
|  | Oberirdischer Leiter; Freileitung                                |
|  | Leitung in Kabelkanal, Kabeltrasse oder Elektroinstallationsrohr |
|  | Kabeltrasse mit vier Kabelkanälen                                |
|  | Hausanschluss                                                    |
|  | unterirdische Verbindungsstelle zwischen zwei Erdkabeln          |
|  | Abschottung in einem gas- oder flüssigkeitsisolierten Kabel      |
|  | Fernmeldeleitung mit Wechselstrom-Fernspeisung                   |
|  | Fernmeldeleitung mit Gleichstrom-Fernspeisung                    |

#### Leitungen in der Gebäudeinstallation
|  | Neutralleiter N, auch Mittelleiter M             |
|  | Schutzleiter PE                                  |
|  | Neutralleiter mit Schutzfunktion PEN             |
|  | drei Leiter, ein Schutzleiter, ein Neutralleiter |

#### Verzögerungsleitungen
|  | magnetostriktive Verzögerungsleitung                         |
|  | magnetostriktive Verzögerungsleitung mit drei Spulen         |
|  | koaxiale Verzögerungsleitung                                 |
|  | Festkörperverzögerungsleitung mit piezoelektrischen Wandlern |

### Sicherungen
|                                                                           | Sicherung allgemein; Schmelzsicherung                                                           |
|                                                                           | Sicherung mit Kennzeichnung des netzseitigen Anschlusses                                        |
|                                                                           | NH-Sicherung                                                                                    |
|                                                                           | NH-Sicherung mit Angabe der Größe (0) und des Nennstroms (30 A)                                 |
|                                                                           | Sicherung mit Meldekontakt                                                                      |
|                                                                           | Sicherungsschalter                                                                              |
|                                                                           | Sicherungstrennschalter                                                                         |
|                                                                           | Sicherungslasttrennschalter                                                                     |
|                                                                           | dreipolige Motorschutz(schmelz)sicherung Auslösung eines Schlagbolzens, der die Kontakte öffnet |
| Offizielles elektrisches Schaltzeichen für feuerlöschende Thermosicherung | Feuerlöschende Thermosicherung (CIFEA, UL 60692, E-Bulb)                                        |

### Schutzschalter
|  | Leitungsschutzschalter (LS / MCB) |
|  | Vierpoliger Fehlerstromschutzschalter (FI / RCD)                                                                                        |
|  | Dreipoliger (Motor-)Schutzschalter mit thermischer und magnetischer Überstromauslösung                                                  |
|  | Fehlerstromschutzschalter mit Leitungsschutzschalter (FI-LS-Kombination / RCBO)                                                         |
|  | Dreipoliger Motorschutzschalter mit Unterspannungsauslöser und thermischen sowie magnetischen Überstromauslösern und manuellem Auslöser |

### Überspannungsableiter
|  | Überspannungsableiter                    |
|  | Funkenstrecke                            |
|  | Gasableiter mit einer Gasentladungsröhre |

### Gehäuse

#### Steckverbinder
|     | Buchse Steckdose ohne Schutzkontakt |
|     | Stecker ohne Schutzkontakt |
|     | Buchse mit Schutzkontakt Steckdose mit Schutzkontakt nicht schaltbar                                                                              |
|     | Zweifach-Steckdose mit Schutzkontakt |
|     | Steckdose mit Schutzkontakt für Drehstrom (5-polig)                                                                                               |
|     | abschaltbare Steckdose ohne Schutzkontakt |
|     | Fernmeldesteckdose \| ETH \| Ethernet \| \| M \| Mikrofon \| \| TP \| Telefon \| \| FM \| UKW-Rundfunk \| \| TV \| Fernsehen \| \| TX \| Telex \| |
|     | Antennensteckdose |
| ETH | Ethernet |
| M   | Mikrofon |
| TP  | Telefon |
| FM  | UKW-Rundfunk |
| TV  | Fernsehen |
| TX  | Telex |

#### Schaltersymbole für Elektroinstallation
|  | Schalter (allgemein)                          |
|  | Ausschalter (einpolig); Schalter 1/1          |
|  | Ausschalter (zweipolig); Schalter 1/2         |
|  | Serienschalter (einpolig); Schalter 5/1       |
|  | Wechselschalter; Schalter 6/1                 |
|  | Kreuzschalter; Zwischenschalter; Schalter 7/1 |
|  | Gruppenschalter (Jalousieschalter)            |
|  | Dimmer                                        |
|  | Zugschalter                                   |
|  | Taster                                        |
|  | Taster mit Leuchte                            |
|  | Stromstoßschalter                             |
|  | Dämmerungsschalter                            |

#### Schalter
| Allgemeine Kontakte | Allgemeine Kontakte                                                 |
| ------------------- | ------------------------------------------------------------------- |
|                     | Schließer; allgemeiner Schalter Drei alternative Darstellungsformen |
|                     | Öffner                                                              |
|                     | Wechselkontakt (Wechsler) mit Unterbrechung beim Umschaltvorgang    |
|                     | Wechselkontakt ohne Unterbrechung beim Umschaltvorgang              |
|                     | Zweiwegschalter mit „Aus“-Mittelstellung                            |

| Wischkontakte | Wischkontakte                                    |
| ------------- | ------------------------------------------------ |
|               | Wischkontakt Kontakt bei Betätigung              |
|               | Wischkontakt Kontakt bei Rückfall                |
|               | Wischkontakt Kontakt bei Betätigung und Rückfall |

| Voreilende und Nacheilende | Voreilende und Nacheilende |
| -------------------------- | -------------------------- |
|                            | voreilender Schließer      |
|                            | nacheilender Schließer     |
|                            | voreilender Öffner         |
|                            | nacheilender Öffner        |

| Quecksilberschalter | Quecksilberschalter                      |
| ------------------- | ---------------------------------------- |
|                     | Quecksilberschalter mit drei Anschlüssen |

| Verzögerungskontakte | Verzögerungskontakte                              |
| -------------------- | ------------------------------------------------- |
|                      | Schließer Betätigung verzögert (Fallschirmeffekt) |
|                      | Öffner Rückfall verzögert (Fallschirmeffekt)      |
|                      | Schließer Betätigung und Rückfall verzögert       |

| Zusatzkennzeichen | Zusatzkennzeichen |
| ----------------- | --- |
|                   | Schließer eines Schützes |
|                   | Öffner eines Schützes |
|                   | Leistungsschalter |
|                   | Trennschalter; Leerschalter |
|                   | Lasttrennschalter |
|                   | Schütz mit selbsttätiger Auslösung |
|                   | Lasttrennschalter mit selbsttätiger Auslösung |
|                   | Schließer mit selbsttätigem Rückgang |
|                   | Öffner mit selbsttätigem Rückgang |
|                   | Erdungsschalter |
|                   | Grenzschalter Schließer |
|                   | Grenzschalter Öffner |
|                   | Zweiwegschließer mit selbsttätigem Rückgang aus linker Schaltstellung (gefülltes Dreieck) und nicht-selbstständigen Rückgang (offener Kreis) aus rechter Schaltstellung |

| Schalter mit mehreren Schaltstellungen | Schalter mit mehreren Schaltstellungen |
| -------------------------------------- | --- |
|                                        | Mehrstellungsschalter mit vier Schaltstellungen |
|                                        | Mehrstellungsschalter mit Schaltstellungsdiagramm; Betätigungsrichtung und -bereich sind durch Pfeile angezeigt; Stellungen mit Ziffern beschriftet |
|                                        | Mehrstellungsschalter in jeder Schaltstellung sind drei aufeinanderfolgende Anschlüsse überbrückt                                                   |

#### Elektromechanische Antriebe
|  | Schütz oder Relais Allgemeines Symbol                          |
|  | Elektromechanischer Antrieb mit einer Wicklung                 |
|  | elektromechanischer Antrieb mit zwei gleichsinnigen Wicklungen |
|  | elektromechanischer Antrieb mit zwei gegensinnigen Wicklungen  |
|  | Thermorelais z. B. mit einem Bimetall                          |
|  | elektromechanischer Antrieb mit Ansprechverzögerung            |
|  | elektromechanischer Antrieb mit Rückfallverzögerung            |
|  | elektromechanischer Antrieb mit Remanenz Remanenzrelais        |
|  | elektromechanischer Antrieb mit Angabe der Steuergröße         |
|  | elektromechanischer Antrieb Antrieb geschaltet, Spule erregt   |
|  | Wechselstromrelais                                             |
|  | elektromechanischer Antrieb eines Stützrelais                  |

### Akkumulatoren und Primärzellen
|  | Galvanische Zelle, Primärzelle, -element, Sekundärzelle, -element, Akkumulator, Batterie von Primär- oder Sekundärzellen |
|  | Batterie aus zwei galvanischen Zellen                                                                                    |

### Elektrische Bauelemente

#### Widerstände
|                       | Widerstand, allgemein (Zeichen 04-01-01 aus der EN-60617-Reihe)                                                       |
|                       | Widerstand mit fester Anzapfung (Zeichen 04-01-09 aus der EN-60617-Reihe)                                             |
|                       | Shunt, Nebenschlusswiderstand (Zeichen 04-01-10 aus der EN-60617-Reihe)                                               |
|                       | Widerstand (veränderbar, allgemein) (Zeichen 04-01-03 aus der EN-60617-Reihe)                                         |
|                       | Widerstand mit Schleifkontakt, Potentiometer (Zeichen 04-01-07 aus der EN-60617-Reihe)                                |
|                       | Widerstand mit Schleifkontakt und „Aus“-Stellung (Zeichen 04-01-06 aus der EN-60617-Reihe)                            |
|                       | Potentiometer einstellbar, Trimmpotentiometer (Zeichen 04-01-08 aus der EN-60617-Reihe)                               |
| Widerstand PTC DIN-EN | temperaturabhängiger Widerstand, Kaltleiter (PTC)                                                                     |
| Widerstand NTC DIN-EN | temperaturabhängiger Widerstand, Heißleiter (NTC)                                                                     |
|                       | spannungsabhängiger Widerstand, Varistor (Zeichen 04-01-04 aus der EN-60617-Reihe)                                    |
|                       | Kohle-Säulen-Widerstand (Zeichen 04-01-11 aus der EN-60617-Reihe)                                                     |
|                       | (Ohmsches) Heizelement, Heizwiderstand (Zeichen 04-01-12 aus der EN-60617-Reihe)                                      |
|                       | Fotowiderstand (Lichtempfindliches Element mit symmetrischer Leitfähigkeit) (Zeichen 05-06-01 aus der EN-60617-Reihe) |

#### Kondensatoren
| | Kondensator, allgemein (Zeichen 04-02-01 aus der EN-60617-Reihe)                                                          |
| | Durchführungskondensator (Zeichen 04-02-03 aus der EN-60617-Reihe)                                                        |
| altes Symbol:                                                                                        | gepolter Kondensator, Elektrolytkondensator *) (Zeichen 04-02-05 aus der EN-60617-Reihe)                                  |
| | Blockkondensator |
| | gepolter Kondensator mit hohem Temperaturbeiwert (Zeichen 04-02-15 aus der EN-60617-Reihe)                                |
| | Drehkondensator (ohne Hilfsmittel einstellbar) (Zeichen 04-02-07 aus der EN-60617-Reihe)                                  |
| | Drehkondensator (nur mit Hilfsmittel einstellbar), Variabler Trimmerkondensator (Zeichen 04-02-09 aus der EN-60617-Reihe) |
| | einstellbarer Differenzialkondensator (Zeichen 04-02-11 aus der EN-60617-Reihe)                                           |
| | Kondensator mit einstellbarem Elektrodenabstand (Zeichen 04-02-13 aus der EN-60617-Reihe)                                 |
| | gepolter, spannungsabhängiger Kondensator (z. B. Halbleiterkondensator) (Zeichen 04-02-16 aus der EN-60617-Reihe)         |
| *) Nach DIN EN 60617-4 ist nur die Variante mit dem durch das + Zeichen gekennzeichneten Pol gültig. | |

#### Lichtquellen
|  | Glühlampe                                            |
|  | Glimmlampe                                           |
|  | Leuchtdiode                                          |
|  | Leuchtstoffröhre, Gasentladungsröhre (Spektrallampe) |

#### Induktivitäten
| Symbol für CAD · Alternatives Symbol                                                                                                   | Induktivität (allgemein; Induktivität, Spule, Drossel oder Wicklung) *) |
| | Induktivität mit fester Anzapfung *)                                    |
| | Stufig einstellbare Induktivität *)                                     |
| | Induktivität mit Magnetkern *)                                          |
| | Induktivität mit Luftspalt im Magnetkern *)                             |
| | Induktivität mit stufiger Einstellung *)                                |
| | Variometer *)                                                           |
| | Koaxiale Drossel mit Magnetkern *)                                      |
| | Ferritperle auf einem Leiter                                            |
| *) Nach DIN EN 60617-4 ist nur die Variante mit den 4 Bögen gültig. Die Variante als schwarz gefülltes Rechteck ist nicht mehr gültig. |                                                                         |

#### Piezoelektrische Kristalle
|  | Piezoelektrischer Kristall (meist Schwingquarz) mit zwei Elektroden (Zeichen 04-07-01 aus der EN-60617-Reihe) |
|  | piezoelektrischer Kristall mit drei Elektroden (Zeichen 04-07-02 aus der EN-60617-Reihe)                      |
|  | piezoelektrischer Kristall mit zwei Elektrodenpaaren (Zeichen 04-07-03 aus der EN-60617-Reihe)                |
|  | Elektret (Zeichen 04-07-04 aus der EN-60617-Reihe)                                                            |

#### Elektrogeräte
|  | Elektrogerät (allgemein)                 |
|  | Elektrogerät (allgemein) schaltbar       |
|  | Küchenmaschine                           |
|  | Elektroherd (allgemein)                  |
|  | Mikrowellenherd                          |
|  | Backofen                                 |
|  | Wärmeplatte                              |
|  | Heißwasserspeicher, Boiler               |
|  | Durchlauferhitzer                        |
|  | Waschmaschine                            |
|  | Wäschetrockner                           |
|  | Geschirrspüler                           |
|  | Raumbeheizung allgemein                  |
|  | Speicherheizer                           |
|  | Lüfter elektrisch                        |
|  | Infrarotstrahler                         |
|  | Infrarotgrill                            |
|  | Haartrockner                             |
|  | Klimagerät                               |
|  | Kühlschrank, Kühltruhe                   |
|  | Gefrierschrank, Tiefkühltruhe            |
|  | Wecker                                   |
|  | Gong                                     |
|  | Summer                                   |
|  | Sirene                                   |
|  | Hupe                                     |
|  | Signallampentafel (hier für 6 Meldungen) |
|  | Ruf und Abstelltafel                     |
|  | Zeiterfasser, Zeitstempel                |
|  | Elektrische Uhr, insbesondere Nebenuhr   |
|  | Hauptuhr                                 |
|  | Kartenkontrollgerät                      |
|  | Wächtermelder                            |
|  | Türöffner                                |
|  | Gegensprechanlage                        |

## Elektronische Symbole

### Dioden
|  | Diode, allgemein (Zeichen 05-03-01 aus der EN-60617-Reihe)                                                                 |
|  | Schottky-Diode (Zeichen 05-02-04 (bidirektionaler Durchbrucheffekt) + Zeichen 05-03-01 (Diode) aus der EN-60617-Reihe)     |
|  | Zener-Diode, Z-Diode, unidirektionale Durchbruch-Diode, Spannungsbegrenzer-Diode (Zeichen 05-03-06 aus der EN-60617-Reihe) |
|  | Tunneldiode, Esaki-Diode (Zeichen 05-03-05 aus der EN-60617-Reihe)                                                         |
|  | Breakdown-Diode, Suppressordiode, bidirektionale Durchbruchs-Diode (Zeichen 05-03-07 aus der EN-60617-Reihe)               |
|  | Kapazitätsdiode (Zeichen nicht konform zur EN-60617-Reihe)                                                                 |
|  | Diode mit starker Temperaturabhängigkeit (Zeichen 05-03-03 aus der EN-60617-Reihe)                                         |
|  | Backwarddiode, Unitunneldiode (Zeichen 05-03-08 aus der EN-60617-Reihe)                                                    |
|  | Zweirichtungsdiode, bidirektionale Diode, Diac (Zeichen 05-03-09 aus der EN-60617-Reihe)                                   |
|  | Shockley-Diode |
|  | Leuchtdiode (LED) (Zeichen 05-03-02 aus der EN-60617-Reihe)                                                                |

### Thyristoren
|  | Rückwärts sperrende Thyristordiode / Vierschichtdiode (Zeichen 05-04-01 aus der EN-60617-Reihe)                                               |
|  | Rückwärts leitende Thyristordiode (Zeichen 05-04-02 aus der EN-60617-Reihe)                                                                   |
|  | bidirektione Thyristordiode, Diac, Zweirichtungs-Thyristordiode (Zeichen 05-04-03 aus der EN-60617-Reihe)                                     |
|  | allgemeine, Rückwärts sperrende Thyristordiode (allgemeines Symbol; d. h. ohne Angabe des Gatetyps) (Zeichen 05-04-04 aus der EN-60617-Reihe) |
|  | Rückwärts sperrende Thyristordiode mit gesteuerter Anode (N-Gate) (Zeichen 05-04-05 aus der EN-60617-Reihe)                                   |
|  | Rückwärts sperrende Thyristordiode mit gesteuerter Kathode (P-Gate) (Zeichen 05-04-06 aus der EN-60617-Reihe)                                 |
|  | Abschalt-Thyristordiode (allgemeines Symbol; d. h. ohne Angabe des Gatetyps) (Zeichen 05-04-07 aus der EN-60617-Reihe)                        |
|  | Abschalt-Thyristordiode mit gesteuerter Anode (N-Gate) (Zeichen 05-04-08 aus der EN-60617-Reihe)                                              |
|  | Abschalt-Thyristordiode mit gesteuerter Kathode (P-Gate), GTO-Thyristor (Zeichen 05-04-09 aus der EN-60617-Reihe)                             |
|  | Rückwärts sperrende Thyristortetrode (Zeichen 05-04-10 aus der EN-60617-Reihe)                                                                |
|  | Thyristortriode, bidirektional Triac (Zeichen 05-04-11 aus der EN-60617-Reihe)                                                                |
|  | Rückwärts leitende Thyristortriode (allgemeines Symbol; d. h. ohne Angabe des Gatetyps) (Zeichen 05-04-12 aus der EN-60617-Reihe)             |
|  | rückwärts leitende Thyristortriode mit gesteuerter Anode (N-Gate) (Zeichen 05-04-13 aus der EN-60617-Reihe)                                   |
|  | rückwärts leitende Thyristortriode mit gesteuerter Kathode (P-Gate) (Zeichen 05-04-14 aus der EN-60617-Reihe)                                 |

### Photoelemente
|                                           | Photodiode (lichtempfindliches Element mit unsymmetrischer Leitfähigkeit) (Zeichen 05-06-02 aus der EN-60617-Reihe)   |
|                                           | Leuchtdiode (LED) (Zeichen 05-03-02 aus der EN-60617-Reihe)                                                           |
|                                           | Fotowiderstand (lichtempfindliches Element mit symmetrischer Leitfähigkeit) (Zeichen 05-06-01 aus der EN-60617-Reihe) |
|                                           | Photozelle (Photoelement) (Zeichen 05-06-03 aus der EN-60617-Reihe)                                                   |
| npn-Phototransistor · pnp-Phototransistor | Fototransistor (nicht konform zum Zeichen 05-06-04 aus der EN-60617-Reihe)                                            |
|                                           | Optokoppler (Zeichen 05-06-08 aus der EN-60617-Reihe)                                                                 |

### Transistoren
|  | NPN-Transistor mit Gehäuse |
|  | PNP-Transistor mit Gehäuse |
|  | NPN-Transistor; Kollektor mit Gehäuse verbunden z. B. für bessere Wärmeableitung                                                                              |
|  | NPN-Transistor mit zwei Basisanschlüssen |
|  | NPN-Darlington-Transistor |
|  | Unijunctiontransistor; P-dotierte Basis |
|  | Unijunctiontransistor; N-dotierte Basis |
|  | PNIP-Transistor Anschluss zur eigenleitenden Zone |
|  | PNIN-Transistor Anschluss zur eigenleitenden Zone |
|  | N-Kanal Sperrschicht-Feldeffekttransistor (N-JFET) (SFET, engl. junction-fet, JFET bzw. non-insulated-gate-fet, NIGFET)                                       |
|  | P-Kanal Sperrschicht-Feldeffekttransistor (P-JFET) (SFET, engl. junction-fet, JFET bzw. non-insulated-gate-fet, NIGFET)                                       |
|  | N-Kanal Isolierschicht-Feldeffekttransistor (N-IGFET) Verarmungstyp mit Gate                                                                                  |
|  | P-Kanal Isolierschicht-Feldeffekttransistor (P-IGFET) Verarmungstyp mit Gate                                                                                  |
|  | N-Kanal Isolierschicht-Feldeffekttransistor Anreicherungstyp mit Gate                                                                                         |
|  | P-Kanal Isolierschicht-Feldeffekttransistor Anreicherungstyp mit Gate                                                                                         |
|  | P-Kanal Isolierschicht-Feldeffekttransistor Anreicherungstyp mit Gate und zusätzlichem Substratanschluss                                                      |
|  | N-Kanal Isolierschicht-Feldeffekttransistor Anreicherungstyp mit Gate und zusätzlichem Substratanschluss Substratanschluss im Transistor mit Source verbunden |
|  | N-Kanal Isolierschicht-Feldeffekttransistor (N-IGFET) Verarmungstyp mit zwei Gates und zusätzlichem Substratanschluss                                         |
|  | IGBT mit Gehäuse N-Kanal-Anreicherungstyp |
|  | IGBT mit Gehäuse N-Kanal-Verarmungstyp |

### Elektronenröhren
|  | Röhrenkolben allgemein rund |
|  | Röhrenkolben allgemein oval |
|  | Röhrenkolben getrennte Darstellung der Systeme einer Mehrfachröhre                                                                   |
|  | Röhrenkolben für Kathodenstrahlröhre                                                                                                 |
|  | Röhrenkolben für Superikonoskope |
|  | Röhrenkolben mit leitendem Innenbelag                                                                                                |
|  | Röhrenkolben direkt geheizt |
|  | Röhrenkolben indirekt geheizt |
|  | Kathode allgemein |
|  | Anode allgemein |
|  | Leuchtanode |
|  | Rotierende Röntgenanode |
|  | Steuersteg |
|  | Elektrode, welche abwechselnd als Anode und Kaltkathode wirkt                                                                        |
|  | elektronenoptische Elektrode |
|  | zylindrische Fokussierelektrode |
|  | zylindrische Fokussierelektrode mit Gitter                                                                                           |
|  | Wehneltzylinder |
|  | Mehrfachblende |
|  | Steuergitter |
|  | Schirmgitter |
|  | Bremsgitter |
|  | Quantelungsgitter |
|  | Prallanode |
|  | Ablenkplatten für elektrostatische Ablenkung                                                                                         |
|  | Ablenkspule für magnetische Ablenkung                                                                                                |
|  | Konzentrierte Spule |
|  | Konzentrierte Spule wahlweise Darstellung                                                                                            |
|  | Photokathode allgemein |
|  | Photokathode wahlweise Darstellung                                                                                                   |
|  | Speicherelektrode allgemein |
|  | Speicherelektrode mit innerem Photoeffekt                                                                                            |
|  | Speicherelektrode, Sekundäremission in Pfeilrichtung ausgenutzt                                                                      |
|  | Mosaikphotokathode |
|  | Diode |
|  | Triode (direkt geheizt) |
|  | Triode (indirekt geheizt) |
|  | Tetrode (indirekt geheizt) |
|  | Pentode (indirekt geheizt) |
|  | Hexode (indirekt geheizt) |
|  | Heptode (indirekt geheizt) |
|  | Oktode (indirekt geheizt) |
|  | Enneode, Nonode (indirekt geheizt)                                                                                                   |
|  | Magisches Auge (indirekt geheizt) |
|  | Bildwiedergaberöhre mit Außen- und Innenbelag, Kathode, Wehneltzylinder, magn.Fokussierung, Beschleunigungselektrode, Magn.Ablenkung |
|  | Glimmlampe |
|  | Blitzlichtlampe |
|  | Anzeigeröhre |
|  | Thyratron |
|  | Oszilloskopröhre, indirekt geheizt (mit zwei getrennten Innenbelägen)                                                                |
|  | Vakuum-Photozelle |
|  | lichtgesteuerter Sekundärelektronenvervielfacher mit Prallanoden                                                                     |
|  | elektronische Zählröhre (vereinfachte Darstellung)                                                                                   |
|  | Bildaufnahmeröhre, Superikonoskop |
|  | Röhrensockel, Führungsstück unbeschaltet                                                                                             |
|  | Röhrensockel, Führungsstück beschaltet                                                                                               |
|  | Röhrenkolbenanschluss |
|  | Röhrensockel für Loktal-, Oktal- und Rimlockröhren                                                                                   |
|  | Röhrensockel für Miniaturröhren |
|  | Röhrensockel für Novalröhren |
|  | Röhrensockel für Fernseh-Bildröhren                                                                                                  |
|  | Röhrensockel für Subminiaturröhren(flach)                                                                                            |
|  | Röhrensockel für Subminiaturröhren(rund)                                                                                             |

## Binäre Schaltelemente

### Konturen, Signal- und Funktionskennzeichen
|  | Grundformen für Binärschaltungen                               |
|  | Grundform für Steuerblöcke                                     |
|  | Grundform für Ausgangsblöcke                                   |
|  | Kennzeichnung für eine UND-Verknüpfung (ein UND-Glied)         |
|  | Kennzeichnung für eine ODER-Verknüpfung (ein ODER-Glied)       |
|  | Kennzeichnung für ein Schwellwert-Glied                        |
|  | Kennzeichnung für einen Schmitt-Trigger                        |
|  | Kennzeichnung für Verzögerung                                  |
|  | Kennzeichnung für ein m aus n Glied                            |
|  | Kennzeichnung für eine Exklusiv-ODER-Verknüpfung (XOR-Glied).  |
|  | Kennzeichnung für eine Äquivalenzverknüpfung (Äquivalenzglied) |
|  | Kennzeichnung für einen Open-Collector Ausgang                 |

### Ein- und Ausgänge
|  | digitaler Eingang                                             |
|  | digitaler Ausgang                                             |
|  | digitaler Eingang mit Negation                                |
|  | digitaler Ausgang mit Negation                                |
|  | Eingang mit Polaritätsindikator für negative Logik (H=0, L=1) |
|  | dynamischer Eingang wirksam bei 0 auf 1                       |
|  | dynamischer Eingang wirksam bei 1 auf 0                       |
|  | Sperreingang                                                  |
|  | Sperreingang mit Negation                                     |
|  | Eingang ohne Binäres Signal                                   |
|  | Erweiterungseingang                                           |

### Logikschaltglieder
|  | Und-Gatter Konjunktion               |
|  | Oder-Gatter Disjunktion              |
|  | Nicht-Gatter Negation                |
|  | NAND-Gatter                          |
|  | NOR-Gatter                           |
|  | Exklusiv-Oder-Gatter Antivalenz; XOR |
|  | Sperrgatter Inhibition               |
|  | Implikation Subjunktion              |

siehe auch: Abhängigkeitsnotation

## Kippglieder
|  | Monostabile Kippschaltung Monoflop                  |
|  | Astabile Kippschaltung (Multivibrator)              |
|  | Schwellenwertschalter (Schmitt-Trigger)             |
|  | RS-Flipflop Triggerung auf positive Flanke          |
|  | RS-Flipflop Triggerung auf negative Flanke          |
|  | taktzustandsgesteuertes RS-Flipflop                 |
|  | taktzustandsgesteuertes D-Flipflop (Delay-Flipflop) |
|  | JK-Flipflop                                         |

### Zähler
|  | asynchroner Dualzähler            |
|  | synchroner Dualzähler             |
|  | synchroner BCD-Zähler             |
|  | Mod-n-Zähler                      |
|  | Schieberegister (Kettenschaltung) |
|  | Umlaufspeicher                    |
|  | Stapelspeicher (LIFO)             |
|  | Silospeicher (FIFO)               |

## Analoge Elemente

### Verstärker
| OP-DINEN60617-13                  | Operationsverstärker (nach DIN EN 60617 Teil 13)                            |
|                                   | Operationsverstärker (altes Symbol) auch Komparator (Analogtechnik) genannt |
| Differenzverstärker-DINEN60617-13 | Differenzverstärker, Verstärkung v=10                                       |
|                                   | Schmitt-Trigger, nicht invertierend                                         |
|                                   | Transkonduktanzverstärker                                                   |

## Mess-, Steuer- und Regelungstechnik
Siehe Liste der Schaltzeichen (Mess-, Steuer- und Regelungstechnik)

## Datenübertragung

### Fernsprecher
|  | Fernsprechgerät allgemein          |
|  | Fernsprechgerät fernberechtigt     |
|  | Fernsprechgerät amtsberechtigt     |
|  | Fernsprechgerät halbamtsberechtigt |
|  | Fernmeldezentrale allgemein        |
|  | Fernmeldezentrale OB-Vermittlung   |
|  | Fernmeldezentrale ZB-Vermittlung.  |
|  | Fernmeldezentrale W-Vermittlung    |

### Aufzeichnungs- und Wiedergabegeräte
|  | Lautsprecher, allgemein (SP steht für Speaker)      |
|  | Elektrostatischer Lautsprecher                      |
|  | Mono-Kopfhörer (EP steht für Earphone)              |
|  | Mikrofon, allgemein                                 |
|  | Elektretmikrofon, bzw. Elektret-Kondensatormikrofon |

### Antennen und Funk
|  | Antenne                                                                       |
|  | links zwei einpolige Langdraht- oder Stabantennen, rechts zwei Dipolvarianten |
|  | L-Modul                                                                       |

### Signalgeneratoren
| Generator-allg-Schaltzeichen-DINEN               | Signalgenerator, allgemeines Schaltzeichen         |
| Generator-Sinus-Freq-Schaltzeichen-DINEN         | Sinusgenerator, Frequenz einstellbar               |
| Generator-Rechteck-Amplitude-Schaltzeichen-DINEN | Rechteckgenerator, Spannungs-Amplitude einstellbar |